# Unité des Communes valdôtaines Mont-Rose
Die Unité des Communes valdôtaines Mont-Rose ist eine Vereinigung von insgesamt 9 Gemeinden in der autonomen italienischen Region Aostatal. Sie wurde von den in der Regel recht kleinen Gemeinden, die zumindest teilweise in Bergregionen liegen, gebildet, um die wirtschaftliche Entwicklung der Region zu stärken und die Abwanderung der Bevölkerung aufzuhalten. Weitere Aufgaben sind die Entwicklung der Täler in der Erhaltung ihrer kulturellen und ökologischen Erbes zu fördern, der Schutz der Weiden und die Entwicklung des Tourismus.
Die Comunità umfasst folgende Gemeinden:
- Bard
- Champorcher
- Donnas
- Fontainemore
- Hône
- Lillianes
- Perloz
- Pontboset
- Pont-Saint-Martin